# Шишмарёв, Михаил Михайлович
Михаи́л Миха́йлович Шишмарёв (25 апреля (7 мая) 1883, Двинск — 20 апреля 1962, Москва) — в юные годы видный деятель партии социалистов-революционеров, член её «Боевой организации», соратник Бориса Викторовича Савинкова, участник подготовки несостоявшегося покушения на императора Николая II.
В последующем авиаинженер, крупный специалист в области авиационного оборудования, авиаконструктор, генерал-майор инженерной службы (1946), доктор технических наук, профессор.
Принадлежит третьей ветви старинного дворянского рода Шишмарёвых Новгородской и Тверской губерний, восходящего к XV веку.

## Биография
Родился в Двинске в 1883 году, в семье офицера-артиллериста Михаила Дмитриевича Шишмарёва (1849, Осташков — 1920, Двинск) и его жены Марии Андреевны, ур. Никоновой (1852, Севастополь — 1939, Москва) — известной переводчицы английской литературы, дочери героя Крымской войны адмирала Андрея Ивановича Никонова и внучки генерала флота Николая Михайловича Кумани.

### Семья родителей
Отец, Михаил Дмитриевич принадлежал обедневшей ветви дворянского рода Шишмарёвых. Его детство протекало в небольшой усадьбе близ Осташкова на Селигере, принадлежавшей его отцу Дмитрию Васильевичу Шишмарёву (1798 — 11 мая 1871, Осташков) — коллежскому секретарю, чиновнику Новгородского коммисионерства при Провиантском департаменте Военного министерства.
После окончания военного-артиллерийского училища М. Д. Шишмарёв начал службу в 13 артиллерийской бригаде, дислоцированной в Севастополе, где и познакомился со своей будущей супругой, дочерью градоначальника, адмирала А. И. Никонова.
Вместе с женой М. Д. Шишмарёв скоро оказался в дружеских отношениях с известным публицистом-народником, отставным офицером-артиллеристом и профессором химии Александром Николаевичем Энгельгардтом. Уличённый властями в вольнодумстве, он был в 1871 году сослан в собственное имение Батищево Смоленской губернии, откуда писал получившие широкую известность «Письма из деревни». В 1883 году сюда вместе с новорождённым сыном перебралась и семья Шишмарёвых. В эти годы, при их самом деятельном участии и финансовой помощи, превратив имение в настоящее «хозяйственное Эльдорадо», А. Н. Энгельгардт пытался реализовать свою утопию по воспитанию «интеллигентных землепашцев».
Временно оставив армейскую службу, в двух километрах от Батищева, на хуторе Буково М. Д. Шишмарёв организовал свою сельскохозяйственную колонию. Из этой затеи ничего не получилось, но вокруг А. Н. Энгельгардта собиралась большая компания революционеров разного толка. Наряду с прочими, здесь оказался его собственный сын, писатель Михаил Александрович Энгельгардт; сын адмирала А. И. Никонова — С. А. Никонов — впоследствии врач, профессиональный революционер, в студенческие годы вместе с Александром Ульяновым участвовавший в подготовке несостоявшегося покушения на императора Александра III; Александр Петрович Мертваго, агроном и будущий редактор журнала «Хозяин». За близость к А. Н. Энгельгардту по циркуляру Департамента полиции от 25 ноября 1881 года семья Шишмарёвых была подчинена негласному надзору. В 1886 году М. Д. Шишмарёв восстановился на военной службе и в чине подполковника получил назначение в Двинск командиром батареи 25-й артиллерийской бригады. Он вышел в отставку в 1905 году, долго жил в своей усадьбе в Осташкове, но после революции вернулся в Двинск, где и скончался в 1920 году.

### Революционная юность. Эмиграция

М. М. Шишмарёв в студенческие годы

В середине 90-х годов вдвоём с матерью Михаил Шишмарёв переехал в Петербург, где несколько лет проучился в гимназии. Завершал среднее образование в 1902 году он уже в реальном училище Двинска. Год спустя женившись, М. Шишмарёв отправился в столицу, где в начале 1904 года в семье родилась дочь. В том же году Михаил поступил в Императорский Технологический институт. С детских лет испытывая тягу к конструкторской деятельности, он собирался стать инженером, однако время распорядилось иначе.
Начавшаяся вскоре первая русская революция 1905—1907 гг. вовлекла Михаила Шишмарёва в активную политическую деятельность. Уже на следующий день после расстрела 9 января 1905 года демонстрации рабочих, известного как «Кровавое воскресенье», в Технологическом институте началась стихийная забастовка студентов. Через неделю — 18 января студенческий Совет Технологического института потребовал от властей провести гласный суд над виновными в расстреле и принять конституцию Российской империи. В ответ на это, 23 января институт был закрыт вместе с шестью другими вузами столицы. Последовали отчисления студенческих лидеров, среди которых оказался и М. М. Шишмарёв. Вероятно, именно в эти дни он вступил в партию социалистов-революционеров (эсеров).
После известных революционных событий в Севастополе и подавления в ноябре 1905 года восстания на крейсере «Очаков», в январе 1906 года М. М. Шишмарёв с семьей приехал в Крым. Он поступил в распоряжение Севастопольского комитета партии эсеров, одним из руководителей которого был его дядя С. А. Никонов. С 7 по 18 февраля, в дни судебного процесса над лейтенантом П. П. Шмидтом и его единомышленниками, он находился в Очакове, где добывал оперативную информацию о ходе закрытого судебного разбирательства. После завершения процесса и казни П. П. Шмидта севастопольский комитет решил использовать технические наклонности Михаила Шишмарёва и его глубокие познания в химии. В предместье Севастополя на хуторе в Кара-Коба, принадлежавшем эсеру К. И. Штальбергу, в условиях строжайшей конспирации Михаилу Михайловичу было поручено организовать специальную лабораторию. В ней до осени 1906 года он собрал более двухсот взрывных устройств собственной конструкции для нужд «боевой дружины Крыма». Так М. М. Шишмарёв оказался в составе «Боевой организации социалистов-революционеров».
Ещё в январе 1906 года Центральный комитет партии эсеров за расстрел крейсера «Очаков» приговорил командующего Черноморским флотом адмирала Г. П. Чухнина к смертной казни. Первую попытку, ещё до суда над П. П. Шмидтом совершила эсерка Е. А. Измайлович. После её неудачи исполнение приговора было поручено боевой группе Бориса Савинкова, которая в мае 1906 года тайно прибыла в Севастополь. 14 мая 1906 года, независимо от Бориса Савинкова, член Севастопольской боевой дружины эсеров Н. Макаров осуществил неудачное покушение на коменданта Севастопольской крепости генерал-лейтенанта В. С. Неплюева. Эта акция нарушила планы петербургских террористов. Во время облавы Борис Савинков был арестован, однако ровно через два месяца ему был организован побег. Некоторое время Б. Савинков скрывался на хуторе К. И. Штальберга, а М. М. Шишмарёв обеспечивал ему связь с местным комитетом социалистов-революционеров, одним из лидеров которого был его дядя С. А. Никонов.
Было принято решение переправить Бориса Савинкова, его ближайшего помощника Л. И. Зильберберга и ещё двух членов группы в Румынию. Для этой цели С. А. Никонов арендовал парусный бот «Александр Ковалевский», а взявшийся за эту операцию М. М. Шишмарёв нашёл себе в помощь какого-то контрабандиста, а в качестве капитана привлек давно сочувствующего социалистам-революционерам своего двоюродного брата, отставного лейтенанта флота Б. Н. Никитенко. В конце июля 1906 года они втроём успешно выполнили эту задачу и вернулись в Севастополь.
Вначале осени 1906 года Михаил Шишмарёв с женой, дочерью и братом Б. Н. Никитенко, решившим стать профессиональным революционером, возвратился в Петербург. Он попытался продолжить образование и поступил в Петербургский университет, но и на этот раз учёба продлилась всего несколько месяцев. «Боевая организация» при ЦК партии эсеров начала разрабатывать план покушения на императора Николая II и Великого князя Николая Николаевича. После эмиграции Б. Савинкова руководство дружиной перешло к вернувшемуся из Румынии Л. И. Зильбербергу. После убийства 21 декабря 1906 года петербургского градоначальника В. Ф. фон дер Лауница, Л. И. Зильберберг был арестован, и террористическую группу возглавил Б. Н. Никитенко. Для его «Боевой организации», а также для «Летучего отряда» эсеров Альберта Трауберга Михаил Шишмарёв по-прежнему изготовлял взрывные устройства. Из-за допущенной ошибки, а также по доносу эсера-провокатора Е. Ф. Азефа 31 марта 1907 года организация Б. Никитенко была разгромлена, а все её члены арестованы. Почти одновременно была арестована и чета Шишмарёвых, однако причастность Михаила Михайловича и его жены к боевикам в ходе следствия доказать не удалось.
По решению суда Б. Н. Никитенко и двоих его товарищей казнили. Из остальных 15 заговорщиков несколько человек были отпущены, а остальных приговорили к различным срокам заключения или ссылок. Не избежали ссылки, хотя и по другому поводу, и супруги Шишмарёвы. По заранее подготовленному плану им удалось во время этапа бежать. Сначала они переправились в Финляндию, где в Гельсингфорсе в семье А. Н. Энгельгардта жила их трёхлетняя дочь, и далее через Берлин добрались до Парижа. Попытка М. М. Шишмарёва поступить в Сорбонну не удалась. Ему отказали из-за того, что он прибыл в страну нелегально, а в России преследовался за революционную деятельность. Лишь через год удалось продолжить образование на естественно-научном факультете Льежского университета, для чего пришлось перебраться в Бельгию.
В университете на самом современном уровне преподавались аэродинамика и основы воздухоплавания и проектирования летательных аппаратов. В эти годы здесь учились или стажировались при университетском техническом институте Монтефиори такие, получившие позднее мировую известность авиаконструкторы, как Анри Коанда, Джанни Капрони, Георгий Ботезат, Дмитрий Павлович Григорович. Знакомство с последним, а также учившимся здесь же его будущим заместителем, авиаконструктором Андреем Николаевичем Седельниковым, как оказалось, имело для Михаила Михайловича особое значение.
В 1913 году из России пришло известие, что в честь 300-летия Российского императорского трона Манифестом Императора Николая II от 21 февраля 1913 г. объявлена амнистия. Для М. М. Шишмарёва с женой это означало, что им прощён побег из-под стражи, но три года ссылки надо отбыть. На этих условиях, имея уже троих детей (два сына родились в эмиграции), они решили вернуться на родину. Михаилу Михайловичу удалось добиться разрешения отбыть ссылку в Оренбурге, где с 1911 года после собственной ссылки обосновался его дядя С. А. Никонов.

### Конструкторская деятельность до революции и в первые годы Советской власти

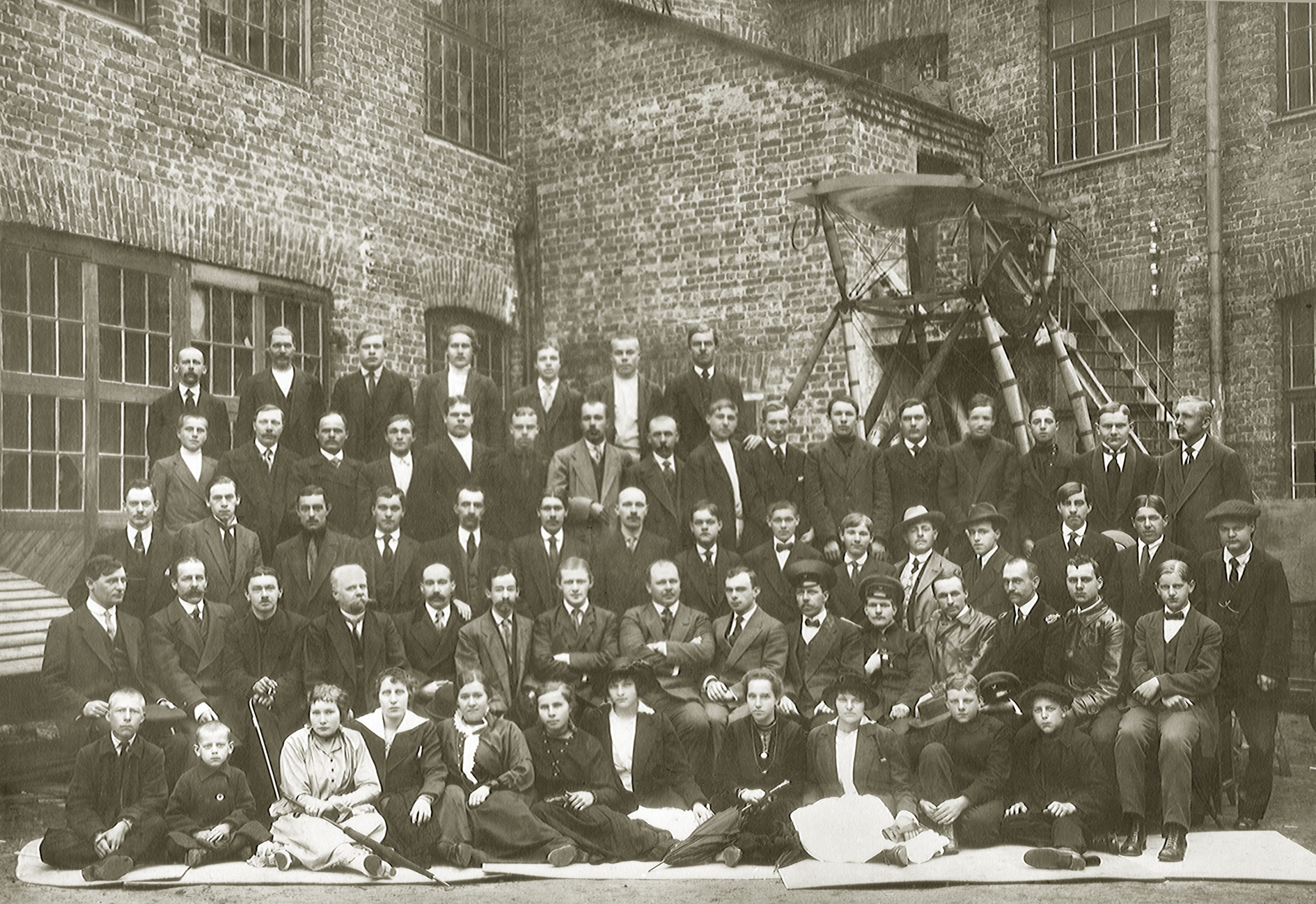
Коллектив авиазавода Гамаюн во главе с Д. П. Григоровичем (в центре). М. М. Шишмарёв — стоит первым слева в третьем ряду. 1917 г.

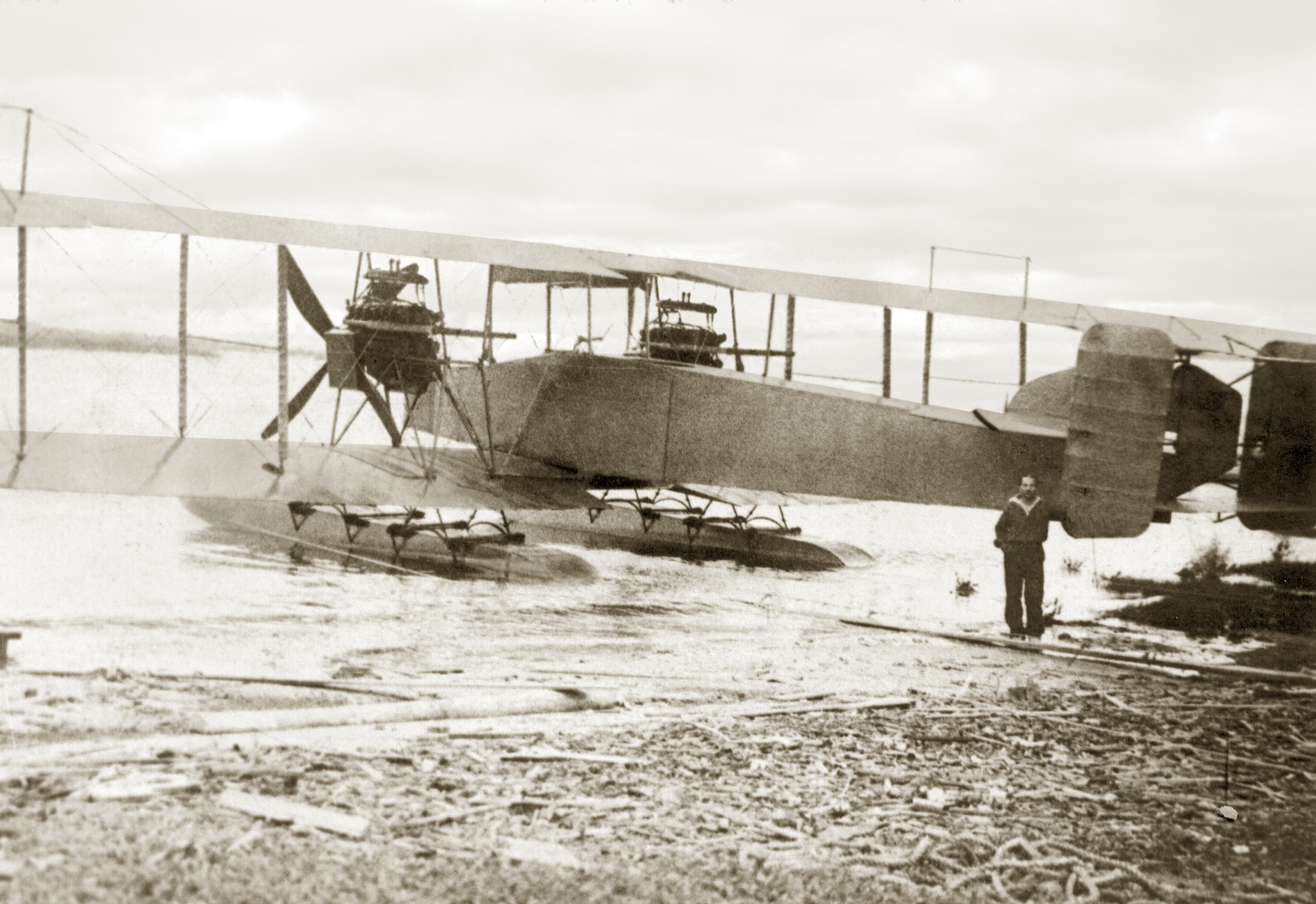
Торпедоносец ГАСН М. М. Шишмарёва и Д. П. Григоровича. Петербург, 1917 г.

В начале 1916 года М. М. Шишмарёв получил разрешение перебраться в Петроград. Благодаря знакомству с Д. П. Григоровичем он занял должность заведующего конструкторским бюро на авиазаводе С. С. Щетинина, где Дмитрий Павлович был техническим директором.
Почти сразу М. М. Шишмарёв начал работу над первым в мире морским торпедоносцем ГАСН. В этом проекте Д. П. Григоровичу принадлежал только набросок общего вида машины. Всю основную конструкторскую работу проделал Михаил Шишмарёв. Первый испытательный полёт 24 августа 1917 г. был выполнен морским летчиком, штабс-капитаном А. Е. Грузиновым. Самолёт показал себя очень хорошо. Несколько выявленных недостатков были легко устранены. Во время второго полёта совершенно случайно был поврежден поплавок. Пока ремонтировали, большевики успели взять Зимний дворец и арестовать правительство. Испытания были остановлены.

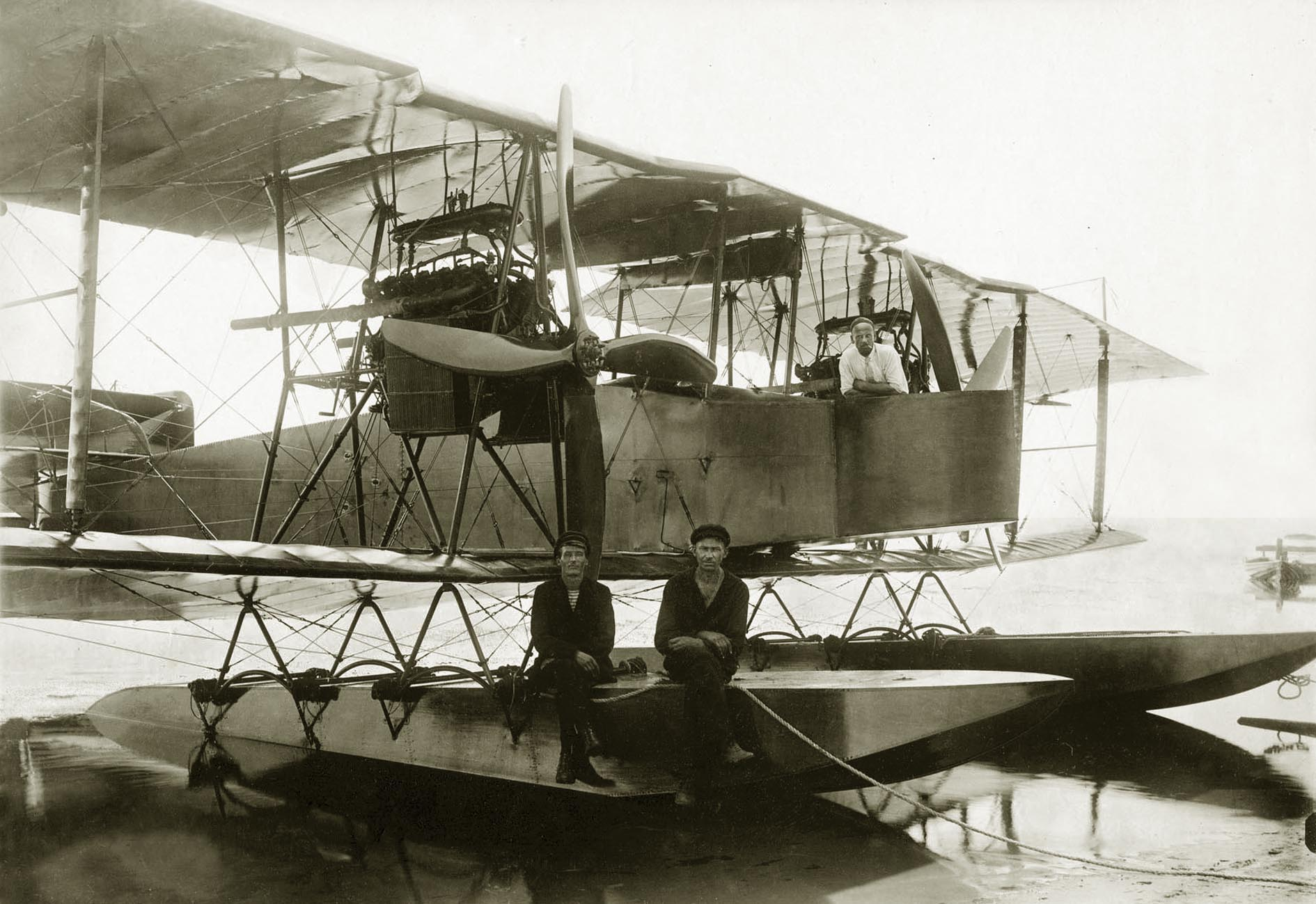
М. М. Шишмарёв в кабине торпедоносца ГАСН. Петербург, 1917 г.

Дальнейшая судьба перспективного самолёта оказалась печальной. Уже вскоре после Гражданской войны, 8 марта 1921 года в Главкоавиа решили возобновить работы над ГАСН. На заводе «Красный Летчик» его переделали под двигатели «Роллс-Ройс» в 350 л. с. Осенью, временно установив двигатели «Рено», машину доставили на Крестовский аэродром. В ноябре летчик Л. И. Гикса с механиком Озолиным начали испытания. Вырулив за остров Вольный в Финский залив, Л. И. Гикса легко взлетел. Через несколько минут устойчивого полёта правый мотор вдруг сбросил обороты и встал. Л. И. Гикса посадил машину в трёх километрах от Лахты и пытался рулить, но на одном моторе гидроплан не слушался рулей. Ночью Финский залив замёрз, и по тонкому льду пилоты перебрались на берег. Организованная спустя несколько часов экспедиция обнаружила самолёт плотно вмерзшим в лед. Его частично разобрали, и на этом все закончилось. Расследование показало, что по ошибке подвыпившего кладовщика, в двигатель вместо масла был залит сиккатив. Л. И. Гикса, на которого пало подозрение в умышленном вредительстве, был реабилитирован, но и кладовщик наказания не понёс. Годы спустя Л. И. Гикса вспоминал: 
Особо остается непонятным мне до настоящего времени «уничтожение» гидросамолёта ГАСН Шишмарёва-Григоровича. Слова бывшего Главного инженера завода Ев. Ник. Сивальнего (прим.: Сивальнева) — так приказано — очень долго звучали в моей памяти... Замёрзшему целому гидросамолёту (только один поплавок имел небольшую прорезь боковой стенки фанеры) поперечной пилой были отрезаны лонжероны крыльев и стойки моторных рам. Больше половины гидросамолёта было оставлено на льду Финского залива в трёх километрах от ж/д станции Лахта... Этот случай не только преступного отношения к гидросамолёту, но и к нам, экипажу, брошенному на заливе, на всю жизнь остался в моей памяти.
В середине 1917 года Д. П. Григорович расстался с С. С. Щетининым и организовал в Петербурге собственное авиапредприятие. Вместе с ним конструктором на новый завод перешёл и М. М. Шишмарев. К сожалению, Октябрьская революция помешала их планам. Осенью, отправив жену и детей в Верхотурье, Михаил Михайлович ещё надеялся на лучшее. Он остался в Петрограде вместе с Д. П. Григоровичем, но когда в начале 1918 года завод был национализирован, а Дмитрий Павлович уехал в Севастополь, отправился к семье на Урал.
Сначала в Верхотурье были красные, затем в октябре 1918 года город без боя перешёл к белым. И при той, и при другой власти М. М. Шишмарёв работал учителем в школе. Когда же в начале лета 1919 года сюда вновь подошли большевики, он с женой и тремя детьми проделал огромный путь в Красноярск. Первые 400 км до Тюмени сплавлялись на двух лодках, одну из которых он сделал своими руками, затем плыли баржей до Новониколаевска (Новосибирска). Последнюю часть пути проделали по суше.
В Красноярск Шишмарёвы добрались осенью 1919 года. Здесь Михаил Михайлович устроился на работу в железнодорожное управление, где неожиданно для себя встретил бывшего конструктора авиазавода С. С. Щетинина и ближайшего помощника Д. П. Григоровича инженера Н. Г. Михельсона. В декабре 1919 года к городу подошли красные. Поняв, что Колчаку власть не удержать, М. М. Шишмарёв отказался от дальнейшего бегства от большевиков. Когда в январе 1920 года Красноярск был занят Красной армией, он остался в городе. Вместе с Н. Г. Михельсоном они решили пробиваться в Таганрог, где, по слухам, большевиками был запущен авиазавод «Лебедь», ранее принадлежавший промышленнику В. А. Лебедеву.
Прибыв в середине 1920 года на Азовское море, оба авиаконструктора были приняты на завод. Квалифицированных инженеров не хватало. Начальником производства здесь уже работал В. Л. Корвин-Кербер — морской лётчик, бывший офицер деникинской армии, который хотя и не имел опыта конструкторской деятельности, но горел желанием ею заниматься. В Таганроге М. М. Шишмарёв с семьей и поселился рядом с В. Л. Корвин-Кербером. Там он познакомился со своим будущим зятем Л. Л. Кербером, в то время ещё совсем юным.

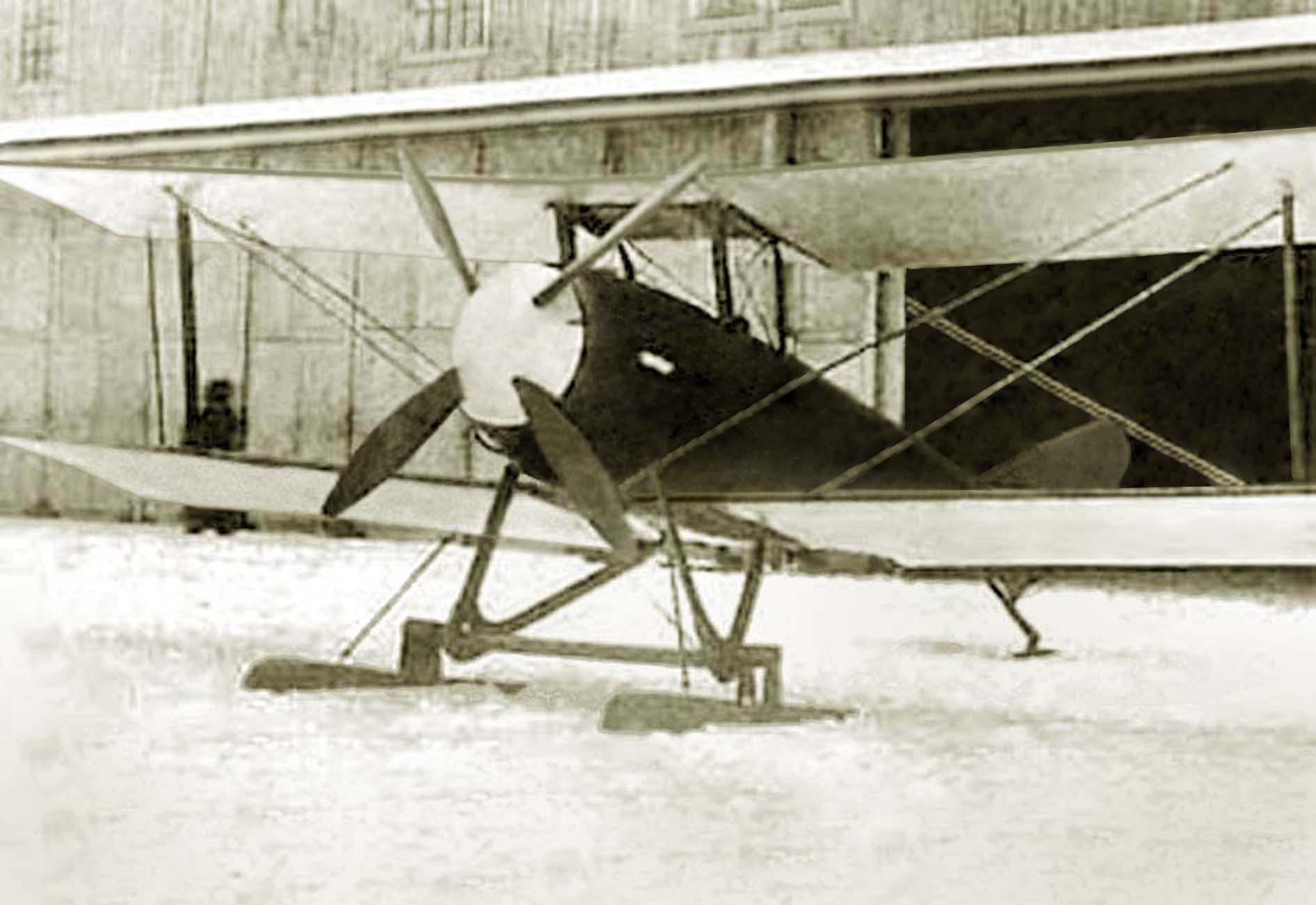
Первый советский морской истребитель МК-1 «Рыбка» конструкции Шишмарёва, Михельсона и Корвин-Кербера. Завод «Красный летчик», Ленинград, 1923 г.

Тем временем, в Москве УВВС объявило конкурс на создание первого морского одноместного самолёта класса «истребитель» под двигатель «Испано-Сюиза» в 200 л. с. Прочитав об этом информацию в газете 11 мая 1921 года, М. М. Шишмарёв с товарищами принялись за работу. Вскоре проект поплавкового истребителя-биплана был готов. Отличительной особенностью самолёта МК-1 «Рыбка» был фюзеляж. Спроектирован он был из шпона в форме «монокок», имел очень удачную форму, в которой полностью скрывался двигатель. В нём было четыре лонжерона и шпангоуты из фанеры с отверстиями облегчения. Радиатор располагался в центроплане верхнего крыла. В конце 1921 году М. М. Шишмарёв отправился защищать проект в Москву.
Результат оказался благоприятным, проект занял первое место, и было принято решение о строительстве опытного образца. Работы начали в Таганроге на том же авиационном заводе, однако в конце зимы 1922 года из Москвы пришло решение продолжить создание опытного экземпляра в Петрограде на заводе «Красный лётчик». Все авторы истребителя получили предписание прибыть в Москву в распоряжение Главкоавиа. В итоге, в Ленинграде работу над истребителем продолжил только Н. Г. Михельсон, а М. М. Шишмарёв и В. Л. Корвин-Кербер были оставлены в Москве в распоряжении Д. П. Григоровича, который незадолго до того прибыл из Севастополя.
Н. Г. Михельсону удалось завершить проект, но из-за малой мощности двигателя он в серию так и не пошел. Существовала идея установить на «Рыбку» другой двигатель, но во время наводнения 1924 года единственный опытный образец истребителя погиб вместе с ангаром на Крестовском острове.
В Москве в составе конструкторской части Главкоавиа, под началом ответственного конструктора Д. П. Григоровича, М. М. Шишмарёв участвовал в проектировании морского разведчика М-22 и летающей лодки М-24, однако, когда 14 мая 1923 года группа Д. П. Григоровича была переведена на авиазавод № 1 «Дукс», М. М. Шишмарёв остался в составе ОСС (отдел сухопутного самолётостроения) Главкоавиа, теперь уже под руководством конструктора Н. Н. Поликарпова. Здесь он самостоятельно сконструировал разведчик Р-III.

### Работа в Военно-воздушной инженерной академии им. Жуковского
После 1927 года Шишмарёв перешёл в Военно-воздушную инженерную академию им. Жуковского, с которой связана вся дальнейшая его трудовая биография.

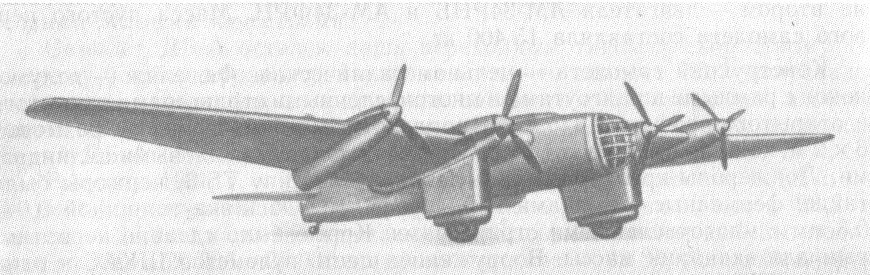
Самолёт «ДБ-А» конструкции Болховитинова, Шишмарёва и Курицкеса. 1937 г.

Здесь в академии с 1933 г. под руководством В. Ф. Болховитинова он участвовал в создании печально известного самолёта ДБ-А (дальний бомбардировщик академии). В условиях приближающейся войны, когда потенциальный враг в Европе ещё не был определён, управлением ВВС СССР была поставлена задача создать тяжёлый бомбардировщик, способный достичь Великобритании, выполнить боевую задачу и вернуться обратно. Таким образом, новый самолёт должен был развивать скорость более 330 км/час, летать на высоте 6000—7000 метров, поднимать до 5000 кг бомб при максимальной дальности полёта в 5000 км. Машина была призвана заменить устаревший туполевский бомбардировщик ТБ-3. Задание было выполнено, причём одним из ключевых авторов проекта оказался М. М. Шишмарёв, возглавивший в 1933 году кафедру прочности и деталей самолётов. Известный в России специалист в области ракетной техники академик Б. Е. Черток, работавший на заре своей карьеры у В. Ф. Болховитинова, спустя много лет так характеризовал М. М. Шишмарёва: 
Самым опытным в этой троице (Болховитинов, Шишмарёв, Курицкес) был Шишмарёв. Он уже строил самолёты, принятые на вооружение. Это были разведчики Р-III и знаменитый Р-5. Я имел много случаев убедиться в его всесторонней инженерной интуиции. Когда к нему обращались за консультацией, он, немного подумав, рисуя эскизы, бескорыстно давал неожиданные и оригинальные рекомендации, не вызывавшие возражений... Шишмарёв своей изобретательностью демонстрировал способность "выхода из безвыходных ситуаций".
К сожалению, судьба бомбардировщика оказалась незавидной. Ещё «сырую» и не прошедшую всех необходимых испытаний машину известный лётчик С. А. Леваневский в 1937 году выбрал для своего рекордного перелёта через Северный полюс в США. Перелёт закончился трагической гибелью самолёта со всем экипажем. После этой драмы, а также в связи с появлением более совершенного тяжёлого дальнего бомбардировщика ТБ-7 проект был заморожен (была выпущена лишь малая серия). Интересно, что радистом в команде С. А. Леваневского первоначально должен был лететь зять М. М. Шишмарёва — Леонид Кербер. Он был выведен из состава экипажа за несколько дней до старта.
В годы работы над ДБ-А (1933—1936) М. М. Шишмарёв впервые разработал теорию расчета прочности многократно статически неопределимых ферм. Позднее, в 1938—1940 гг. по заданию правительства он в содружестве с кафедрой авиационных комплексов и конструкции летательных аппаратов проектировал из прозрачных материалов «малозаметный самолёт-разведчик». Технологии тех лет не позволили завершить проект, но он оказался предвестником современных самолётов-невидимок.
С 1940 по 1947 гг. М. М. Шишмарёв руководил кафедрой «Детали машин», где в 1939 г. стал доктором технических наук, профессором. Во время Великой Отечественной войны, в 1942—1943 гг., в Свердловске, где кафедра находилась в эвакуации, под его руководством была спроектирована специальная установка для испытания реактивного самолёта для НИИ ВВС.
М. М. Шишмарёв — генерал-майор инженерной службы, автор нескольких учебников по авиации. Награждён правительственными наградами. Умер Михаил Михайлович в 1962 году в Москве. Похоронен на Головинском кладбище.

## Отдельные труды
- Майоранов Е. И., Шишмарев М. М. Предварительный расчет самолетов : Сост. по заданию Науч. ком. Гл. упр. воздуш. флота СССР : Прил. к атласу деталей самолетов / Уполномоченный группы инженеров инж. Е. И. Майоранов; Отв. ред. инж. Б. Ф. Гончаров. — Акад. воздуш. флота им. проф. Н. Е. Жуковского. — М., 1924. — 88 с.
- Шишмарев М. М. Расчет деталей самолета / Старш. руководитель Кафедры конструирования самолета М. М. Шишмарев;  (Предисл.: С. Г. Козлов. — Воен.-возд. акад. РККА. — М.: Центр. тип. им. К. Ворошилова, 1932. — С. 236.
- Шишмарев М. М. Расчет на сжатие стержней ферментного типа. — М., 1937. — С. 5—56.
- Шишмарев М. М. О подтяге патронной ленты в автоматическом оружии. — Труды Краснознаменной Ордена Ленина Военно-воздушной инженерной академии К. А. имени Жуковского. — М., 1946, вып. 155. — 28 с.
- Шишмарев М. М. Кинематика подвижной лопасти в плоскопараллельном потоке. — Труды Краснознаменной Ордена Ленина Военно-воздушной инженерной академии К. А. имени Жуковского. — М., 1947, вып. 196. — 104 с.

## Семья
жена: Селина Артуровна ур. Грюнберг (1887—1966) — дочь управляющего заводом Штейна в Пскове
- дочь: Елизавета Михайловна Шишмарева (1904—1996) — литературный переводчик, жена Леонида Львовича Кербера (1903—1993) — доктора технических наук, авиаконструктора, заместителя генерального конструктора КБ А. Н. Туполева по оборудованию ;
  - внук: Михаил Леонидович Кербер (рожд: 4.06.1932, Севастополь) — доктор химических наук, профессор;
  - внук: Лев Леонидович Кербер (21.10.1937, Москва — 2.01.1993, Москва) — кинорежиссёр-документалист;
- сын: Борис Михайлович Шишмарёв (7.01.1910, Париж — 9.10.1941 село Обрыв, близ Новоазовска) — военинженер 2-го ранга, погиб на фронте[18];
  - внук: Дмитрий Борисович Шишмарёв (9.05.1933, Москва — 4.11.1976, Москва) — инженер-авиамеханик;
  - внук: Сергей Борисович Шишмарёв (10.12.1939, Москва — 3.02.1994, Москва) — геолог;
  - внучка: Ксения Борисовна Шишмарёва;
- сын: Андрей Михайлович Шишмарёв (12.07.1911, Льеж — 16.12.1981, Москва) — инженер-полковник;
  - внук: Илья Андреевич Шишмарёв (1937—2012) — советский и российский математик, член-корреспондент РАН, заслуженный профессор МГУ;
  - внучка: Татьяна Андреевна Козленко (21.10.1934, Москва — 4.11.2010, Москва) — кандидат химических наук, доцент